# Symbrenthia
Symbrenthia är ett släkte av fjärilar. Symbrenthia ingår i familjen praktfjärilar.

## Bildgalleri

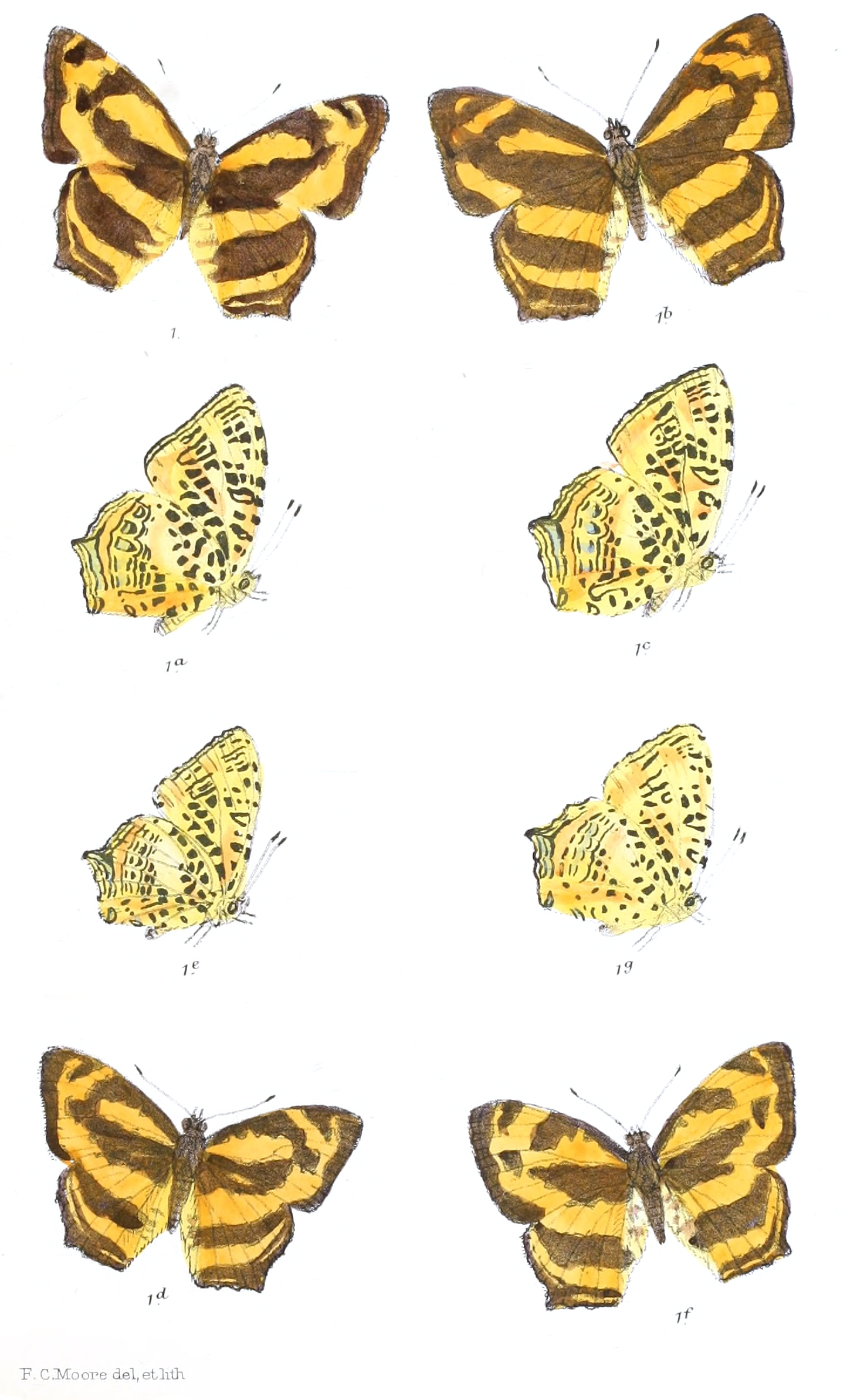
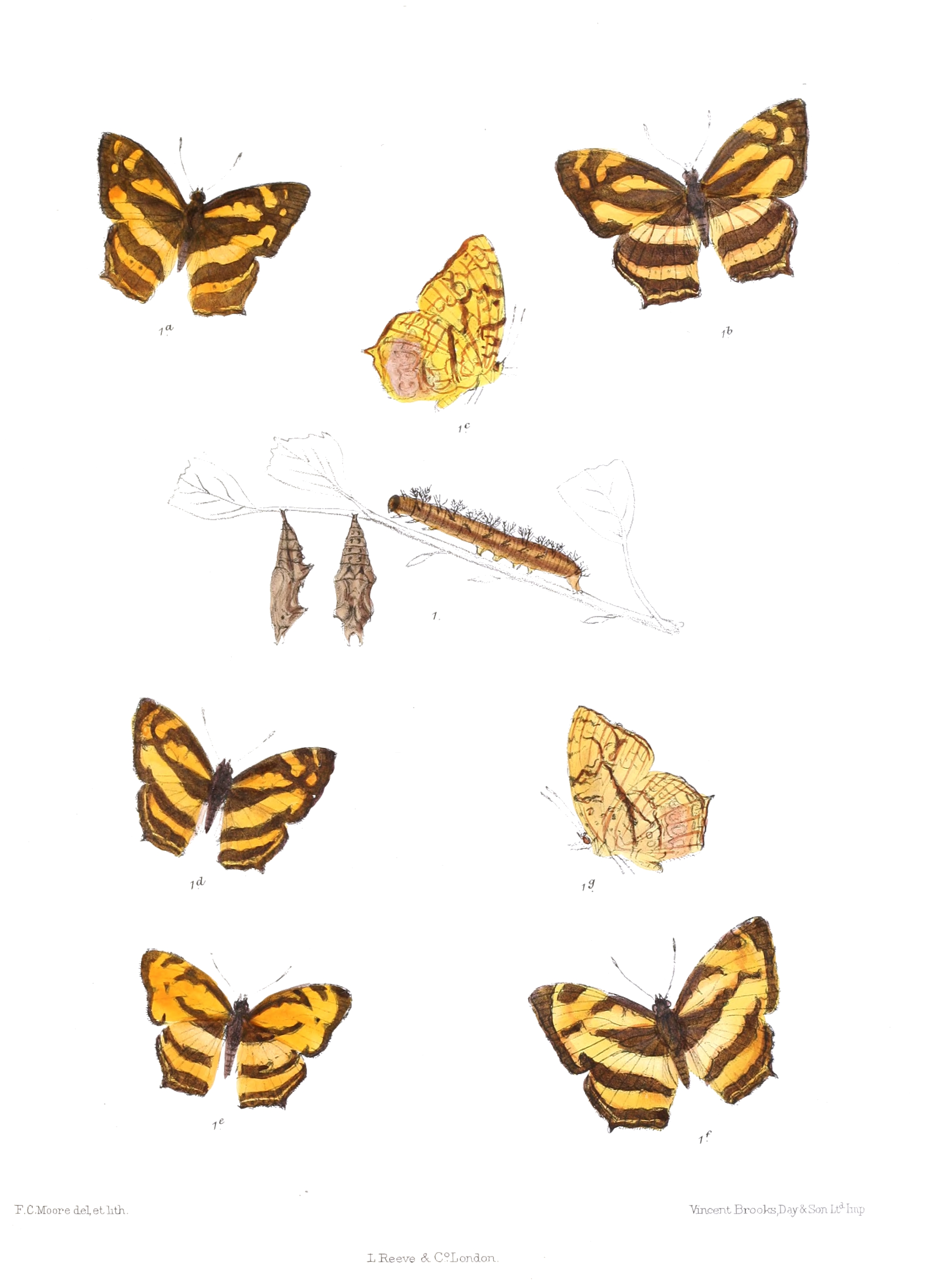
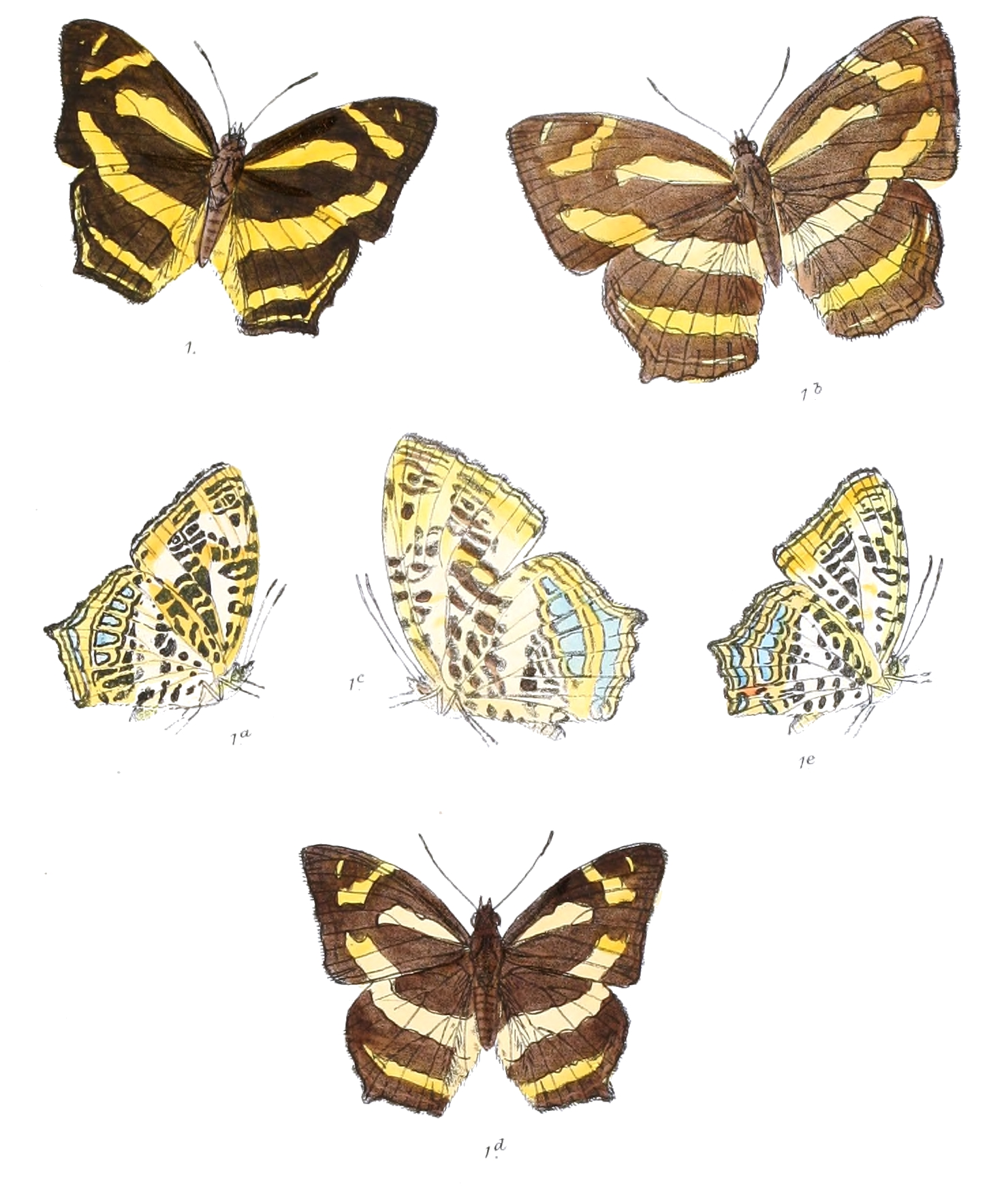
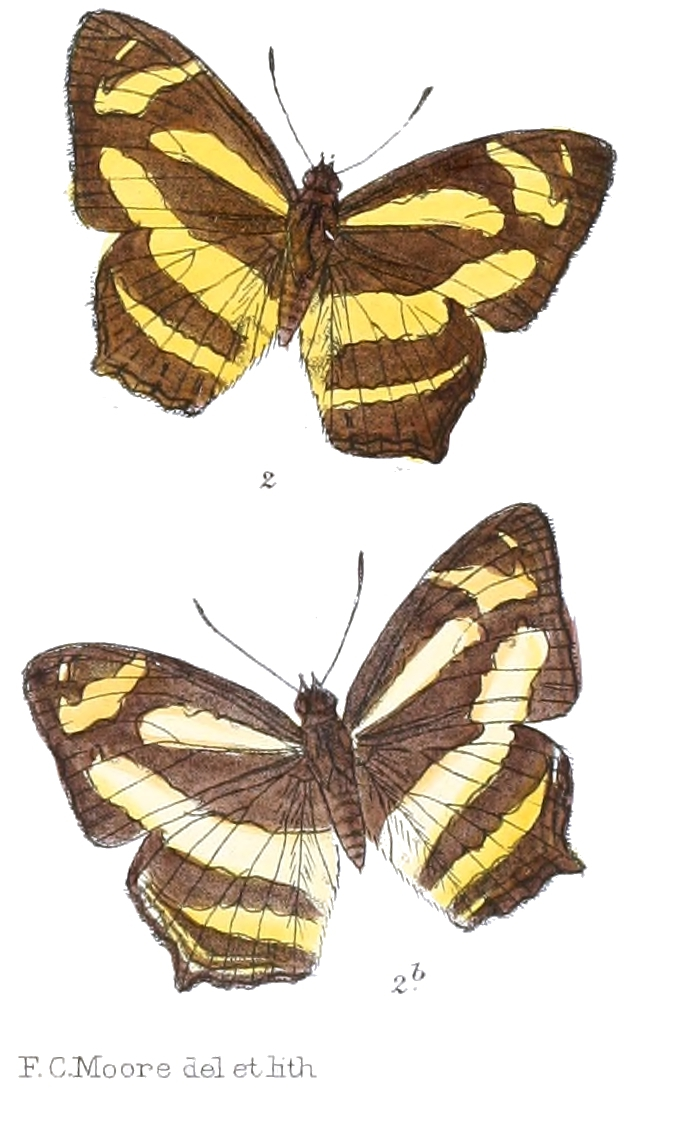

## Dottertaxa tillSymbrenthia, i alfabetisk ordning[1]
- Symbrenthia anna
- Symbrenthia aritus
- Symbrenthia armis
- Symbrenthia assama
- Symbrenthia asthala
- Symbrenthia atta
- Symbrenthia balinus
- Symbrenthia balunda
- Symbrenthia batjana
- Symbrenthia batunensis
- Symbrenthia brabira
- Symbrenthia buruanus
- Symbrenthia centho
- Symbrenthia chersonesia
- Symbrenthia circesia
- Symbrenthia clausus
- Symbrenthia confluens
- Symbrenthia cotanda
- Symbrenthia daraka
- Symbrenthia dissoluta
- Symbrenthia doni
- Symbrenthia emas
- Symbrenthia florida
- Symbrenthia formosanus
- Symbrenthia galepsus
- Symbrenthia hippalus
- Symbrenthia hippocle
- Symbrenthia hippoclus
- Symbrenthia hippocrates
- Symbrenthia hippocrene
- Symbrenthia horishana
- Symbrenthia hübneri
- Symbrenthia hydsudra
- Symbrenthia hylaeus
- Symbrenthia hypatia
- Symbrenthia hypselis
- Symbrenthia illustrata
- Symbrenthia intricata
- Symbrenthia javanus
- Symbrenthia jolonus
- Symbrenthia khasiana
- Symbrenthia lilaea
- Symbrenthia lombokensis
- Symbrenthia lucianus
- Symbrenthia lucina
- Symbrenthia marius
- Symbrenthia mediochracea
- Symbrenthia mindanaensis
- Symbrenthia niasica
- Symbrenthia niasicus
- Symbrenthia nigroapicalis
- Symbrenthia niphanda
- Symbrenthia niphandina
- Symbrenthia obianus
- Symbrenthia optatus
- Symbrenthia ottilia
- Symbrenthia philippensis
- Symbrenthia platena
- Symbrenthia pseudosinica
- Symbrenthia redesilla
- Symbrenthia scatinia
- Symbrenthia selangorana
- Symbrenthia semperi
- Symbrenthia silana
- Symbrenthia sinica
- Symbrenthia sinisalis
- Symbrenthia sinoides
- Symbrenthia sivokana
- Symbrenthia spercheius
- Symbrenthia sublilaea
- Symbrenthia sumatranus
- Symbrenthia sumbawensis
- Symbrenthia thimo
- Symbrenthia unifascia
- Symbrenthia violetta
- Symbrenthia viridis